# Laurent Zongo
Laurent Zongo (né le 31 décembre 1975) est un coureur cycliste burkinabé.

## Palmarès
- 1994
  -  Champion du Burkina Faso sur route
- 1995
  - 3eb étape du Tour du Faso
- 2002
  - Tour du Mali
    - Classement général
    - 1re, 4e et 6e étapes
- 2003
  - 6e étape du Tour du Faso
- 2004
  - 3e du Grand Prix de Ouagadougou
- 2005
  - 1re et 5e étapes de la Boucle du coton
  - 2e du championnat du Burkina Faso sur route

## Classements mondiaux
| Année           | 2005 | 2006 | 2007 | 2008 |
| --------------- | ---- | ---- | ---- | ---- |
| UCI Africa Tour | 6e   | 42e  |      | 125e |